# Florian Bartholomäi
Florian Bartholomäi (ur. 10 stycznia 1987 we Frankfurcie nad Menem) – niemiecki aktor telewizyjny, teatralny i filmowy.

## Życiorys
Urodził się i wychował we Frankfurcie nad Menem, gdzie uczęszczał do gimnazjum Musterschule. Jako nastolatek trafił do Opery we Frankfurcie występując w operach Kopciuszek i Tosca. W 2003 roku wygrał casting do roli 16-letniego Georga Beerbauma w dramacie Kombat Sechzehn (2005), za którą był nominowany do nagrody Undine Award jako najlepszy debiut.
Zdobył czerwony-niebieski pas w taekwondo.
Grywał drugoplanowe role w serialach Ein Fall für Zwei, Tatort czy SOKO Leipzig. Za kreację Karstena Zenkera w komedii Reine Geschmacksache (2007) otrzymał nagrodę na Filmfestival Max Ophüls Preis w Saarbrücken.

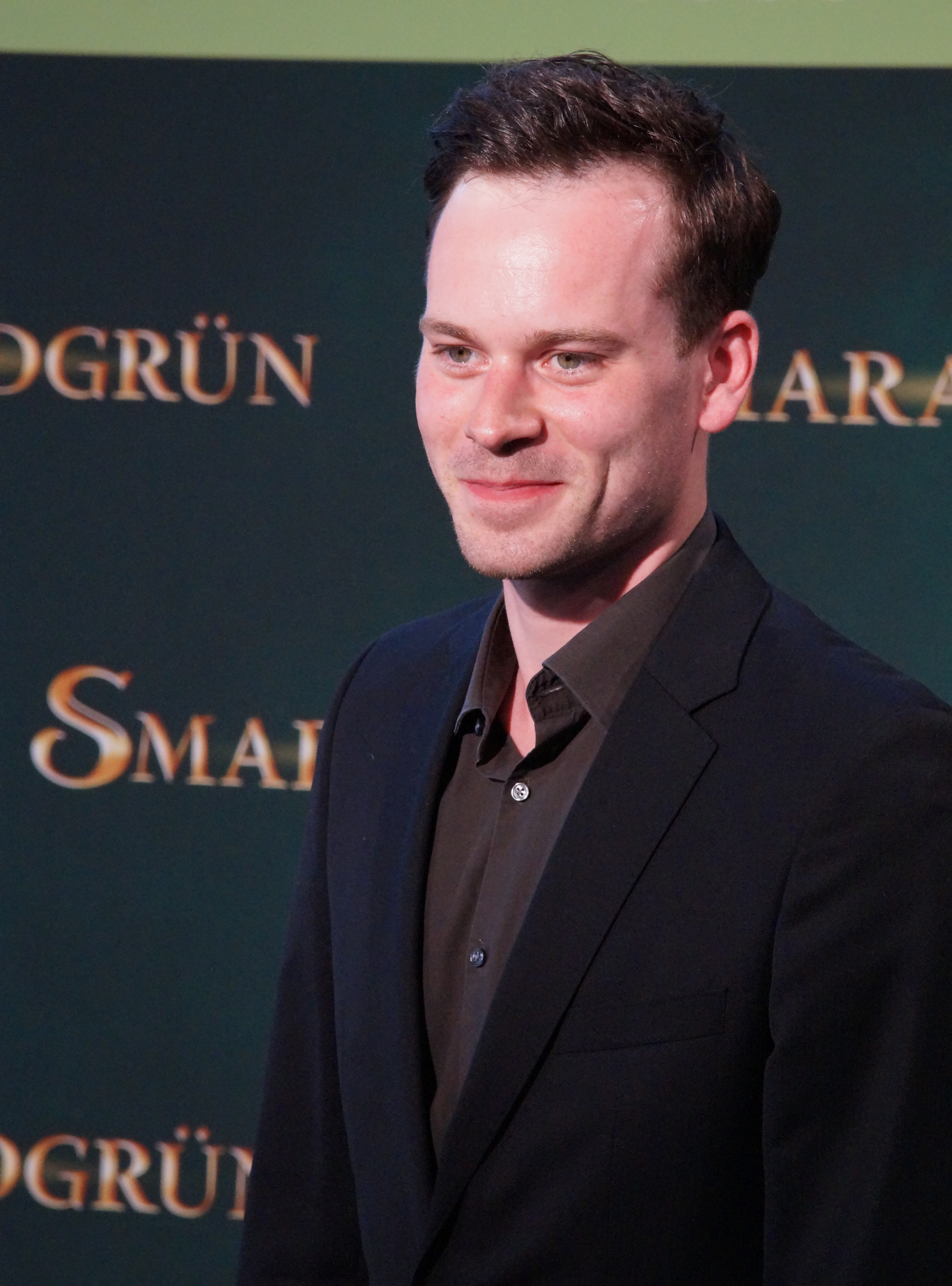
Bartholomäi, 2016

W 2016 roku na scenie Kleinen Theater am Südwestkorso w Berlinie zagrał tytułową rolę w spektaklu Oscara Wilde’a Portret Doriana Graya.

## Wybrana filmografia
- 2005: Tatort: Freischwimmer jako Ralf Salchow
- 2006: Abschnitt 40 jako Daniel Labowski
- 2008: Lektor (The Reader) jako Thomas Berg
- 2008: Tatort: Herz aus Eis jako Maximillian „Max“ von Stein
- 2009: Tatort: Platt gemacht jako Sascha Döhn
- 2010: Tatort: Hilflos jako Jonathan Seibert
- 2010: Tatort: Tango für Borowski jako Ralph Böttcher
- 2010: Tatort: Die Unsichtbare jako Fabian Stiller
- 2011: Tatort: Ein ganz normaler Fall jako Aaron Klein
- 2011: Kopciuszek (Aschenputtel) jako książę Viktor
- 2013: Tatort: Kalter Engel jako Michael Danckert
- 2013: Czerwień rubinu (Rubinrot) jako Paul de Villiers
- 2014: Tatort: Auf ewig Dein jako Markus Graf
- 2014: Tatort: Vielleicht jako Florian Patke
- 2014: Tatort: Weihnachtsgeld jako Josef „Jupp“
- 2015: Deutschland 83 jako Felix von Schwerin
- 2015: Platonow (TV) jako Glogau jr.
- 2016: Zaginiony (The Missing) jako Jorn Lenhart
- 2016: Tatort: Taxi nach Leipzig jako Rainald Klapproth